# Korjakische Sprache
Korjakisch ist eine Sprache, die von 3.000 Korjaken hauptsächlich im ehemaligen autonomen Kreis der Korjaken gesprochen wird. Die Sprache ist ein naher Verwandter des Tschuktschischen. Sie hat einen großen Reichtum an Dialekten, die in einigen Fällen nicht gegenseitig verständlich sind.

## Alphabet
In den 1930er Jahren wurde ein lateinisches Alphabet eingeführt. 1937 wurde es durch ein kyrillisches Alphabet ohne Sonderzeichen ersetzt. In den 1950er Jahren wurden vier Zeichen mit Apostroph in das Alphabet aufgenommen: вʼ, гʼ, кʼ, нʼ. Einige Jahre später wurden das К mit Apostroph und das Н mit Apostroph durch Sonderzeichen mit Haken ersetzt. Damit besteht das heutige Alphabet aus 37 Buchstaben und sieht so aus:
| А а | Б б | В в | Вʼ вʼ | Г г | Гʼ гʼ | Д д | Е е |
| Ё ё | Ж ж | З з | И и   | Й й | К к   | Ӄ ӄ | Л л |
| М м | Н н | Ӈ ӈ | О о   | П п | Р р   | С с | Т т |
| У у | Ф ф | Х х | Ц ц   | Ч ч | Ш ш   | Щ щ | Ъ ъ |
| Ы ы | Ь ь | Э э | Ю ю   | Я я |       |     |     |